# 문수진 (배우)
문수진(1973년 4월 30일 ~ )은 대한민국의 배우이다.

## 학력
- 인하공업전문대학 항공운항과

## 출연작

### TV 드라마
- 1994년 KBS2 청춘드라마 《내일은 사랑》... 장재란 역
- 1995년 MBC 베스트극장 《봄을 탄다》... 영미 역
- 1995년 KBS2 수목드라마 《창공》... 현수/김은영 역
- 1996년 MBC 수목드라마 《이혼하지 않는 이유》... 민정기 역
- 1997년 KBS2 월화미니시리즈 《폭풍 속으로》
- 1997년 KBS2 아침드라마 《신부의 방》

### 영화
- 1995년 《개 같은 날의 오후》... 홍 기자 역
- 1996년 《맥주가 애인보다 좋은 일곱가지 이유》... 롱다리 역
- 1996년 《투캅스 2》... 영화배우 역(특별출연)
- 1996년 《코르셋》... 장수인 역
- 1997년 《올가미》... 혜경 역
- 1997년 《인연》... 수정 역

### 광고
- 1994년 아시아자동차 - 타우너